# Ceropegia fantastica
Ceropegia fantastica là một loài thực vật có hoa trong họ La bố ma. Loài này được Sedgw. mô tả khoa học đầu tiên năm 1921.